# World Rugby Awards
World Rugby Awards – nagrody przyznawane przez World Rugby, organizację zarządzającą rugby union, za osiągnięcia w tym sporcie.
IRB w kwietniu 2001 roku ogłosiła zamiar przyznawania wyróżnień za osiągnięcia w rugby union, sama ceremonia zaś odbywała się od listopada tegoż roku na dorocznej gali. Z uwagi jednak na panujący kryzys ekonomiczny IRB postanowiła od roku 2009 – prócz lat, w których odbywają się Puchary Świata – wręczać nagrody indywidualnie na przestrzeni całego roku, najlepiej przy okazji wydarzeń związanych z wyróżnionym. Do gali powrócono od roku 2016, z przerwą na pandemię COVID-19.

## Uhonorowani

### 2001
Ceremonia odbyła się 11 listopada 2001 roku w Mayfair Theatre w Londynie, a nagrody otrzymali:
- IRB Player of the Year: Keith Wood  Irlandia
- IRB Team of the Year:  Australia
- IRB Coach of the Year: Rod Macqueen  Australia
- IRB Young Player of the Year: Gavin Henson  Walia
- IRB Women’s Player of the Year: Shelley Rae  Anglia
- IRB Development Award:
  -  Urugwaj
  - Jorge Brasceras  Argentyna
- IRB Spirit of Rugby Award: Tim Grandadge  Indie
- IRB Award for Distinguished Service: Tom Kiernan  Irlandia
- IRB Referee Award for Distinguished Service: Ed Morrison  Anglia
- IRB Chairman's Award:
  - Kath McLean  Nowa Zelandia
  - Terry McLean  Nowa Zelandia
  - Albert Ferrasse  Francja
  - John Eales  Australia

### 2002
Ceremonia odbyła się 26 stycznia 2003 roku w Landmark Hotel w Londynie, a nagrody otrzymali:
- IRB Player of the Year: Fabien Galthié  Francja
- IRB Team of the Year:  Francja
- IRB Coach of the Year: Bernard Laporte  Francja
- IRB U19 Player of the Year: Luke McAlister  Nowa Zelandia U-19
- IRB U21 Player of the Year: Pat Barnard  Południowa Afryka U-21
- IRB Sevens Team of the Year:  Nowa Zelandia
- IRB Women’s Player of the Year: Monique Hirovanaa  Nowa Zelandia
- IRB Development Award: John Broadfoot  Anglia
- IRB Spirit of Rugby Award: Old Christians Club  Urugwaj
- IRB Award for Distinguished Service: Allan Hosie  Szkocja
- IRB Referee Award for Distinguished Service: Colin Hawke  Nowa Zelandia
- IRB Chairman's Award:
  - Bill McLaren  Szkocja
  - George Pippos  Australia

### 2003
Ceremonia odbyła się 23 listopada 2003 roku w Wharf 8 w Sydney, a nagrody otrzymali:
- IRB Player of the Year: Jonny Wilkinson  Anglia
- IRB Team of the Year:  Anglia
- IRB Coach of the Year: Clive Woodward  Anglia
- IRB U19 Player of the Year: Jean-Baptiste Peyras-Loustalet  Francja U-19
- IRB U21 Player of the Year: Ben Atiga  Nowa Zelandia U-21
- IRB Sevens Team of the Year:  Nowa Zelandia
- IRB Women’s Personality of the Year: Kathy Flores  USA
- IRB Development Award: Tan Theany i Philippe Monnin  Kambodża
- IRB Spirit of Rugby Award: Michael i Linda Collinson  Suazi
- IRB Award for Distinguished Service: Bob Stuart  Nowa Zelandia
- IRB Referee Award for Distinguished Service: Derek Bevan  Walia
- IRB Chairman's Award: Vernon Pugh  Walia

### 2004
Ceremonia odbyła się 28 listopada 2004 roku w Royal Lancaster Hotel w Londynie, a nagrody otrzymali:
- IRB Player of the Year: Schalk Burger  Południowa Afryka
- IRB Team of the Year:  Południowa Afryka
- IRB Coach of the Year: Jake White  Południowa Afryka
- IRB U19 Player of the Year: Jeremy Thrush  Nowa Zelandia U-19
- IRB U21 Player of the Year: Jerome Kaino  Nowa Zelandia U-21
- IRB Sevens Player of the Year: Simon Amor  Anglia
- IRB Sevens Team of the Year:  Nowa Zelandia
- IRB Women’s Personality of the Year: Donna Kennedy  Szkocja
- IRB Development Award: Guédel Ndiaye  Senegal
- IRB Spirit of Rugby Award: Jarrod Cunningham  Nowa Zelandia
- Vernon Pugh Award for Distinguished Service: Ronnie Dawson  Irlandia
- IRB Referee Award for Distinguished Service: Jim Fleming  Szkocja
- IRB Chairman's Award: Marcel Martin  Francja

### 2005
Ceremonia odbyła się 27 listopada 2005 roku w Pavillon d’Armenonville w Paryżu, a nagrody otrzymali:
- IRB Player of the Year: Daniel Carter  Nowa Zelandia
- IRB Team of the Year:  Nowa Zelandia
- IRB Coach of the Year: Graham Henry  Nowa Zelandia
- IRB U19 Player of the Year: Isaia Toeava  Nowa Zelandia U-19
- IRB U21 Player of the Year: Tatafu Polota-Nau  Australia U-21
- IRB Sevens Player of the Year: Orene Aiʻi  Nowa Zelandia
- IRB Sevens Team of the Year:  Fidżi
- IRB Women’s Personality of the Year: Farah Palmer  Nowa Zelandia
- IRB Development Award: Robert Antonin  Francja
- IRB Spirit of Rugby Award: Jean Pierre Rives  Francja
- Vernon Pugh Award for Distinguished Service: Peter Crittle  Australia
- IRB Referee Award for Distinguished Service: Paddy O’Brien  Nowa Zelandia
- IRB Chairman's Award: Tasker Watkins  Walia
- IRPA Special Merit Award: George Gregan  Australia

### 2006
Ceremonia odbyła się 27 listopada 2006 roku w Kelvingrove Art Gallery and Museum w Glasgow, a nagrody otrzymali:
- IRB Player of the Year: Richie McCaw  Nowa Zelandia
- IRB Team of the Year:  Nowa Zelandia
- IRB Coach of the Year: Graham Henry  Nowa Zelandia
- IRB U19 Player of the Year: Josh Holmes  Australia U-19
- IRB U21 Player of the Year: Lionel Beauxis  Francja U-21
- IRB Sevens Player of the Year: Uale Mai  Samoa
- IRB Sevens Team of the Year:  Fidżi
- IRB Women’s Personality of the Year: Margaret Alphonsi  Anglia
- IRB Development Award: Mike Luke  Kanada
- IRB Spirit of Rugby Award: Polly Miller  Wielka Brytania
- Vernon Pugh Award for Distinguished Service: Brian Lochore  Nowa Zelandia
- IRB Referee Award for Distinguished Service: Peter Marshall  Australia
- IRB Hall of Fame:
  - William Webb Ellis  Anglia
  - Rugby School  Anglia

### 2007
Ceremonia odbyła się 21 października 2007 roku w Pavillon d’Armenonville w Paryżu, a nagrody otrzymali:
- IRB Player of the Year: Bryan Habana  Południowa Afryka
- IRB Team of the Year:  Południowa Afryka
- IRB Coach of the Year: Jake White  Południowa Afryka
- IRB U19 Player of the Year: Robert Fruean  Nowa Zelandia U-19
- IRB Sevens Player of the Year: Afeleke Pelenise  Nowa Zelandia
- IRB Sevens Team of the Year:  Nowa Zelandia
- IRB Women’s Personality of the Year: Sarah Corrigan  Australia
- IRB Development Award: Jacob Thompson  Jamaica
- IRB Spirit of Rugby Award: Nicolas Pueta  Argentyna
- Vernon Pugh Award for Distinguished Service: José María Epalza  Hiszpania
- IRB Referee Award for Distinguished Service: Dick Byres  Australia
- IRPA Special Merit Award: Fabien Pelous  Francja
- IRPA Try of the Year: Takudzwa Ngwenya  Stany Zjednoczone
- IRB Hall of Fame:
  - Pierre de Coubertin  Francja
  - Danie Craven  Południowa Afryka
  - John Eales  Australia
  - Gareth Edwards  Walia
  - Wilson Whineray  Nowa Zelandia

### 2008
Ceremonia odbyła się 23 listopada 2008 roku w hali Old Billingsgate w Londynie, a nagrody otrzymali:
- IRB Player of the Year: Shane Williams  Walia
- IRB Team of the Year:  Nowa Zelandia
- IRB Coach of the Year: Graham Henry  Nowa Zelandia
- IRB Junior Player of the Year: Luke Braid  Nowa Zelandia U-20
- IRB Sevens Player of the Year: DJ Forbes  Nowa Zelandia
- IRB Women’s Personality of the Year: Carol Isherwood  Anglia
- IRB Development Award: TAG Rugby Development Trust i Martin Hansford  Południowa Afryka
- IRB Spirit of Rugby Award: Roelien Muller i Patrick Cotter  Tajlandia
- Vernon Pugh Award for Distinguished Service: Nicholas Shehadie  Australia
- IRB Referee Award for Distinguished Service: Andre Watson  RPA
- IRPA Special Merit Award: Agustín Pichot  Argentyna
- IRPA Try of the Year: Brian O’Driscoll  Irlandia
- IRB Hall of Fame:
  - 1888 New Zealand Natives i Joe Warbrick  Nowa Zelandia
  - Jack Kyle  Irlandia
  - Melrose RFC i Ned Haig  Szkocja
  - Hugo Porta  Argentyna
  - Philippe Sella  Francja

### 2009
- IRB Player of the Year: Richie McCaw  Nowa Zelandia[20]
- IRB Team of the Year:  Południowa Afryka[21]
- IRB Coach of the Year: Declan Kidney  Irlandia[21]
- IRB Junior Player of the Year: Aaron Cruden  Nowa Zelandia U-20[22]
- IRB Sevens Player of the Year: Ollie Phillips  Anglia[23]
- IRB Women’s Personality of the Year: Debby Hodgkinson  Australia[24]
- IRB Development Award: Lin Chai Seng  Chińskie Tajpej[25]
- IRB Spirit of Rugby Award: L’Aquila Rugby  Włochy[26]
- Vernon Pugh Award for Distinguished Service: Noel Murphy  Irlandia[25]
- IRB Referee Award for Distinguished Service: Francis Palmade  Francja[27]
- IRPA Special Merit Award: Kevin Mac Clancy
- IRPA Try of the Year: Jaque Fourie  Południowa Afryka[28]
- IRB Hall of Fame[29]:
  - Frik du Preez  Południowa Afryka
  - Barry „Fairy” Heatlie  Południowa Afryka
  - Bill Maclagan  Szkocja
  - Ian McGeechan  Szkocja
  - Willie John McBride  Irlandia
  - Syd Millar  Irlandia
  - Clifford Morgan  Walia
  - Bennie Osler  Południowa Afryka
  - Tony O’Reilly  Irlandia

### 2010
- IRB Player of the Year: Richie McCaw  Nowa Zelandia[30]
- IRB Team of the Year:  Nowa Zelandia[30]
- IRB Coach of the Year: Graham Henry  Nowa Zelandia[30]
- IRB Junior Player of the Year: Julian Savea  Nowa Zelandia U-20[31]
- IRB Sevens Player of the Year: Mikaele Pesamino  Samoa[32]
- IRB Women’s Personality of the Year: Carla Hohepa  Nowa Zelandia[33]
- IRB Development Award: Brian O’Shea  Australia[34]
- IRB Spirit of Rugby Award: Virreyes RC  Argentyna[35]
- Vernon Pugh Award for Distinguished Service: Jean-Claude Baqué  Francja[36]
- IRB Referee Award for Distinguished Service: Colin High  Anglia[37]
- IRPA Try of the Year: Chris Ashton  Anglia[38][39]

### 2011
Ceremonia odbyła się 24 października 2011 roku w Vector Arena w Auckland, a nagrody otrzymali:
- IRB Player of the Year: Thierry Dusautoir  Francja
- IRB Team of the Year:  Nowa Zelandia
- IRB Coach of the Year: Graham Henry  Nowa Zelandia
- IRB Junior Player of the Year: George Ford  Anglia U-20
- IRB Sevens Player of the Year: Cecil Afrika  Południowa Afryka
- IRB Women’s Personality of the Year: Ruth Mitchell  Hongkong
- IRB Development Award: Rookie Rugby  Stany Zjednoczone
- IRB Spirit of Rugby Award: Wooden Spoon Society  Wielka Brytania
- Vernon Pugh Award for Distinguished Service: Jock Hobbs  Nowa Zelandia
- IRB Referee Award for Distinguished Service: Keith Lawrence  Nowa Zelandia
- IRPA Special Merit Award: George Smith  Australia
- IRPA Try of the Year: Radike Samo  Australia
- IRB Hall of Fame[41][42][43][44][45]:
  - Serge Blanco  Francja
  - André Boniface i Guy Boniface  Francja
  - Lucien Mias  Francja
  - Jean Prat  Francja
  - Alan Rotherham  Anglia i Harry Vassall  Anglia
  - Cardiff R.F.C.  Walia i Frank Hancock  Walia
  - Mike Gibson  Irlandia
  - Barbarian F.C.  Anglia
  - William Percy Carpmael  Anglia
  - Kitch Christie  Południowa Afryka
  - Bob Dwyer  Australia
  - Nick Farr-Jones  Australia
  - Martin Johnson  Anglia
  - John Kendall-Carpenter  Anglia
  - David Kirk  Nowa Zelandia
  - Brian Lima  Samoa
  - Richard Littlejohn  Nowa Zelandia
  - Brian Lochore  Nowa Zelandia
  - Jonah Lomu  Nowa Zelandia
  - Rod Macqueen  Australia
  - Agustín Pichot  Argentyna
  - Francois Pienaar  Południowa Afryka
  - Gareth Rees  Kanada
  - Nicholas Shehadie  Australia
  - John Smit  Południowa Afryka
  - Roger Vanderfield  Australia
  - Jake White  Południowa Afryka
  - Clive Woodward  Anglia

### 2012
- IRB Player of the Year: Daniel Carter  Nowa Zelandia[46]
- IRB Team of the Year:  Nowa Zelandia[46]
- IRB Coach of the Year: Steve Hansen  Nowa Zelandia[46]
- IRB Junior Player of the Year: Jan Serfontein  Południowa Afryka U-20[47]
- IRB Sevens Player of the Year: Tomasi Cama  Nowa Zelandia[48]
- IRB Women’s Player of the Year: Michaela Staniford  Anglia[49]
- IRB Development Award:  Południowoafrykański Związek Rugby[50]
- IRB Spirit of Rugby Award: Lindsay Hilton  Kanada[51]
- Vernon Pugh Award for Distinguished Service: Viorel Morariu  Rumunia[52]
- IRB Referee Award for Distinguished Service: Paul Dobson  Republika Południowej Afryki[53]
- IRPA Try of the Year: Bryan Habana  Południowa Afryka[54]
- IRB Hall of Fame:
  - Gordon Tietjens  Nowa Zelandia[55]
  - Ian Campbell i Donald Campbell  Chile[56]
  - Demi Sakata  Japonia[57]
  -  Rumunia z LIO 1924[58]
  -  Stany Zjednoczone z LIO 1920 i LIO 1924[59]
  - Richard Tsimba i Kennedy Tsimba  Zimbabwe[60]

### 2013
- IRB Player of the Year: Kieran Read  Nowa Zelandia[61]
- IRB Team of the Year:  Nowa Zelandia[61]
- IRB Coach of the Year: Steve Hansen  Nowa Zelandia[61]
- IRB Junior Player of the Year: Sam Davies  Walia U-20[62]
- IRB Sevens Player of the Year: Tim Mikkelson  Nowa Zelandia[63]
- IRB Women’s Sevens Player of the Year: Kayla McAlister  Nowa Zelandia[64]
- IRB Development Award[65]:
  - Ange Guimera  Francja/ Brazylia
  - Robin Timmins  Australia
- IRB Spirit of Rugby Award: Yoshiharu Yamaguchi  Japonia[65]
- Vernon Pugh Award for Distinguished Service: Ian McIntosh  RPA[65]
- IRB Referee Award for Distinguished Service: Michel Lamoulie  Francja[66]
- IRPA Try of the Year: Beauden Barrett  Nowa Zelandia[67]
- IRB Hall of Fame:
  - Alfred St. George Hamersley  Anglia[68]
  - Władimir Iljuszyn  ZSRR[69]
  - Waisale Serevi  Fidżi[70]
  - Thomas Lawton  Australia
  - John Thornett  Australia
  - Ken Catchpole  Australia
  - Mark Ella  Australia
  - David Campese  Australia
  - George Gregan  Australia
  - Robert Seddon i British and Irish Lions z 1888
  - David Bedell-Sivright  Szkocja
  - Bleddyn Williams i Jack Matthews  Walia
  - Ronnie Dawson  Irlandia
  - Gavin Hastings  Szkocja[71][72][73]

### 2014
- World Rugby Player of the Year: Brodie Retallick  Nowa Zelandia[74]
- World Rugby Team of the Year:  Nowa Zelandia[74]
- World Rugby Coach of the Year: Steve Hansen  Nowa Zelandia[74]
- IRB Junior Player of the Year: Handré Pollard  Południowa Afryka U-20[75]
- IRB Sevens Player of the Year: Samisoni Viriviri  Fidżi[76]
- IRB Women’s Player of the Year: Magali Harvey  Kanada[77]
- IRB Women’s Sevens Player of the Year: Emilee Cherry  Australia[78]
- IRB Development Award: Bidzina Iwaniszwili  Gruzja[79]
- IRB Spirit of Rugby Award: VOR Vivendo O Rugby  Brazylia[79]
- Vernon Pugh Award for Distinguished Service: Ray Williams  Walia[80]
- IRB Referee Award for Distinguished Service: Bob Francis  Nowa Zelandia[81]
- IRPA Try of the Year: Francois Hougaard  Południowa Afryka[82]
- World Rugby Hall of Fame:
  - Fred Allen  Nowa Zelandia
  - Don Clarke  Nowa Zelandia
  - Grant Fox  Nowa Zelandia
  - Sean Fitzpatrick  Nowa Zelandia
  - Michael Jones  Nowa Zelandia
  - Ian Kirkpatrick  Nowa Zelandia
  - John Kirwan  Nowa Zelandia
  - Terry McLean  Nowa Zelandia
  - Colin Meads  Nowa Zelandia
  - Graham Mourie  Nowa Zelandia
  - George Nepia  Nowa Zelandia[83]
  - Nathalie Amiel  Francja
  - Bill Beaumont  Anglia
  - Gill Burns  Anglia
  - Ieuan Evans  Walia
  - Jim Greenwood  Szkocja
  - Carol Isherwood  Anglia
  - Patty Jervey  Stany Zjednoczone
  - Jason Leonard  Anglia
  - Michael Lynagh  Australia
  - Jo Maso  Francja
  - Farah Palmer  Nowa Zelandia
  - Anna Richards  Nowa Zelandia
  - Keith Rowlands  Walia
  - JPR Williams  Walia
  - Keith Wood  Irlandia[79]

### 2015
Ceremonia odbyła się 1 listopada 2015 roku w Battersea Evolution w Londynie, a nagrody otrzymali:
- World Rugby Player of the Year: Daniel Carter  Nowa Zelandia
- World Rugby Team of the Year:  Nowa Zelandia
- World Rugby Coach of the Year: Michael Cheika  Australia
- World Rugby Sevens Player of the Year: Werner Kok  Południowa Afryka
- World Rugby Women’s Player of the Year: Kendra Cocksedge  Nowa Zelandia
- World Rugby Women’s Sevens Player of the Year: Portia Woodman  Nowa Zelandia
- World Rugby Breakthrough Player of the Year: Nehe Milner-Skudder  Nowa Zelandia
- World Rugby Referee Award: Nigel Owens  Walia
- Vernon Pugh Award for Distinguished Service:  Nigel Starmer-Smith
- Award for Character: Pakistan Rugby Union
- Rugby World Cup Best Match Moment:  Japonia w meczu z  Południowa Afryka (2015)
- IRPA Special Merit Award: Brian O’Driscoll  Irlandia i Nathan Sharpe  Australia
- IRPA Try of the Year: Julian Savea  Nowa Zelandia
- World Rugby Hall of Fame:
  - Phil Bennett  Walia
  - Naas Botha  Południowa Afryka
  - Gordon Brown  Szkocja
  - Marcel Communeau  Francja
  - Gerald Davies  Walia
  - Mervyn Davies  Walia
  - Danie Gerber  Południowa Afryka
  - Tim Horan  Australia
  - Andy Irvine  Szkocja
  - Carwyn James  Walia
  - Barry John  Walia
  - Tom Kiernan  Irlandia
  - Gwyn Nicholls  Walia
  - Basil Maclear  Irlandia
  - Bill McLaren  Szkocja
  - Edgar Mobbs  Anglia
  - Hennie Muller  Południowa Afryka
  - Morne du Plessis  Południowa Afryka
  - Ronald Poulton-Palmer  Anglia
  - Tom Richards  Australia
  - Jean-Pierre Rives  Francja
  - Fergus Slattery  Irlandia
  - Wavell Wakefield  Anglia
  - Joost van der Westhuizen  Południowa Afryka
  - John Lewis Williams  Walia[86]
  - Nelson Mandela  Południowa Afryka[87]

### 2016
Ceremonia odbyła się 13 listopada 2016 roku w Hilton London Metropole w Londynie, a nagrody otrzymali:
- World Rugby Player of the Year: Beauden Barrett  Nowa Zelandia
- World Rugby Team of the Year:  Nowa Zelandia
- World Rugby Coach of the Year: Steve Hansen  Nowa Zelandia
- World Rugby Sevens Player of the Year: Seabelo Senatla  Południowa Afryka
- World Rugby Women’s Player of the Year: Sarah Hunter  Anglia
- World Rugby Women’s Sevens Player of the Year: Charlotte Caslick  Australia
- World Rugby Breakthrough Player of the Year: Maro Itoje  Anglia
- World Rugby Referee Award: Alhambra Nievas  Hiszpania, Rasta Rasivhenge  Południowa Afryka
- Vernon Pugh Award for Distinguished Service:  Syd Millar
- Award for Character: Rugby Opens Borders, Austrian Rugby Union
- IRPA Special Merit Award: Jean de Villiers  Południowa Afryka
- IRPA Try of the Year: Jamie Heaslip  Irlandia
- World Rugby Hall of Fame[90]:
  - Brian O’Driscoll  Irlandia
  - Shane Williams  Walia
  - Jeremy Guscott  Anglia
  - Lawrence Dallaglio  Anglia
  - Heather Moyse  Kanada
  - John Dawes  Walia
  - GPS Macpherson  Szkocja
  - Arthur Gould  Walia
  - Jonny Wilkinson  Anglia
  - Daniel Carroll  Australia/ Stany Zjednoczone
  - Daisuke Ohata  Japonia
  - Maggie Alphonsi  Anglia

### 2017
Ceremonia odbyła się 26 listopada 2017 roku w Salle des Etoiles w Monako, a nagrody otrzymali:
- World Rugby Player of the Year: Beauden Barrett  Nowa Zelandia
- World Rugby Team of the Year:  Nowa Zelandia
- World Rugby Coach of the Year: Eddie Jones  Anglia
- World Rugby Sevens Player of the Year: Perry Baker  Stany Zjednoczone
- World Rugby Women’s Player of the Year: Portia Woodman  Nowa Zelandia
- World Rugby Women’s Sevens Player of the Year: Michaela Blyde  Nowa Zelandia
- World Rugby Breakthrough Player of the Year: Rieko Ioane  Nowa Zelandia
- World Rugby Referee Award: Joy Neville  Irlandia
- Vernon Pugh Award for Distinguished Service: Marcel Martin  Francja
- Award for Character: Eduardo Oderigo
- IRPA Special Merit Award: Richie McCaw  Nowa Zelandia, Rachael Burford  Anglia
- IRPA Try of the Year: Joaquín Tuculet  Argentyna
- World Rugby Hall of Fame[93]:
  - Felipe Contepomi  Argentyna
  - Al Charron  Kanada
  - Rob Andrew  Anglia
  - Fabien Pelous  Francja
  - Phaidra Knight  Stany Zjednoczone

### 2018
Ceremonia odbyła się 25 listopada 2018 roku w Salle des Etoiles w Monako, a nagrody otrzymali:
- World Rugby Player of the Year: Jonathan Sexton  Irlandia
- World Rugby Team of the Year:  Irlandia
- World Rugby Coach of the Year: Joe Schmidt  Irlandia
- World Rugby Sevens Player of the Year: Perry Baker  Stany Zjednoczone
- World Rugby Women’s Player of the Year: Jessy Trémoulière  Francja
- World Rugby Women’s Sevens Player of the Year: Michaela Blyde  Nowa Zelandia
- World Rugby Breakthrough Player of the Year: Aphiwe Dyantyi  Południowa Afryka
- World Rugby Referee Award: Angus Gardner  Australia
- Vernon Pugh Award for Distinguished Service: Yoshirō Mori  Japonia
- Award for Character:  Doddie Weir
- Spirit of Rugby Award:  Jamie Armstrong, The Clan
- IRP Special Merit Award: Stephen Moore  Australia, DJ Forbes  Nowa Zelandia
- IRP Try of the Year: Brodie Retallick  Nowa Zelandia
- World Rugby Hall of Fame[96]:
  - Stephen Larkham  Australia[97]
  - Ronan O’Gara  Irlandia
  - Pierre Villepreux  Francja
  - Liza Burgess  Walia
  - Bryan Williams  Nowa Zelandia[98]

### 2019
Ceremonia odbyła się 3 listopada 2019 roku w The Prince Park Tower w Tokio, a nagrody otrzymali:
- World Rugby Player of the Year: Pieter-Steph du Toit  Południowa Afryka
- World Rugby Team of the Year:  Południowa Afryka
- World Rugby Coach of the Year: Rassie Erasmus  Południowa Afryka
- World Rugby Sevens Player of the Year: Jerry Tuwai  Stany Zjednoczone
- World Rugby Women’s Player of the Year: Emily Scarratt  Anglia
- World Rugby Women’s Sevens Player of the Year: Ruby Tui  Nowa Zelandia
- World Rugby Breakthrough Player of the Year: Romain Ntamack  Francja
- World Rugby Referee Award: Wayne Barnes  Anglia
- Vernon Pugh Award for Distinguished Service: Bernard Lapasset  Francja
- Award for Character:  Kamaishi
- IRP Special Merit Award: Jamie Heaslip  Irlandia
- IRP Try of the Year: TJ Perenara  Nowa Zelandia
- World Rugby Hall of Fame[101]:
  - Richie McCaw  Nowa Zelandia
  - Shiggy Konno  Japonia
  - Os du Randt  Południowa Afryka
  - Peter Fatialofa  Samoa
  - Graham Henry  Nowa Zelandia
  - Diego Ormaechea  Urugwaj

### 2021
Ogłaszanie laureatów było ogłaszane poprzez Internet w okresie 6–10 grudnia 2021 roku, a nagrody otrzymali:
- World Rugby Player of the Year: Antoine Dupont  Francja
- World Rugby Coach of the Year: Simon Middleton  Anglia
- World Rugby Sevens Player of the Year: Marcos Moneta  Argentyna
- World Rugby Women’s Player of the Year: Zoe Aldcroft  Anglia
- World Rugby Women’s Sevens Player of the Year: Anne-Cécile Ciofani  Francja
- World Rugby Breakthrough Player of the Year: Will Jordan  Nowa Zelandia
- World Rugby Referee Award: Andrew Cole  Australia
- Vernon Pugh Award for Distinguished Service: Jacques Laurans  Francja
- IRP Men’s Try of the Year: Damian Penaud  Francja
- IRP Women’s Try of the Year: Emilie Boulard  Francja
- World Rugby Hall of Fame[104]:
  - Will Carling  Anglia
  - Humphrey Kayange  Kenia
  - Osea Kolinisau  Fidżi
  - Huriana Manuel-Carpenter  Nowa Zelandia
  - Cheryl McAfee  Australia
  - Jim Telfer  Szkocja

### 2022
Ceremonia odbyła się 20 listopada 2022 roku w Salle des Etoiles w Monako, a nagrody otrzymali:
- World Rugby Player of the Year: Josh van der Flier  Irlandia
- World Rugby Coach of the Year: Wayne Smith  Nowa Zelandia
- World Rugby Sevens Player of the Year: Terry Kennedy  Irlandia
- World Rugby Women’s Player of the Year: Ruahei Demant  Nowa Zelandia
- World Rugby Women’s Sevens Player of the Year: Charlotte Caslick  Australia
- World Rugby Breakthrough Player of the Year: Ange Capuozzo  Włochy
- World Rugby Women’s Breakthrough Player of the Year: Ruby Tui  Nowa Zelandia
- World Rugby Referee Award: Tappe Henning  Południowa Afryka
- Vernon Pugh Award for Distinguished Service: Farah Palmer  Nowa Zelandia
- IRP Men’s Try of the Year: Rodrigo Fernández  Chile
- IRP Women’s Try of the Year: Abby Dow  Anglia
- IRPA Special Merit Award: Bryan Habana  Południowa Afryka
- World Rugby Hall of Fame[107]:
  - Deborah Griffin  Anglia
  - Sue Dorrington  Anglia
  - Alice D. Cooper  Anglia
  - Mary Forsyth  Anglia
  - Kathy Flores  Stany Zjednoczone
  - Fiao’o Fa’amausili  Nowa Zelandia

### 2023
Ceremonia odbyła się 29 października 2023 roku w Opéra Garnier w Paryżu, żeńskie nagrody przyznano tydzień później, a nagrody otrzymali:
- World Rugby Player of the Year: Ardie Savea  Nowa Zelandia
- World Rugby Coach of the Year: Andy Farrell  Irlandia
- World Rugby Sevens Player of the Year: Rodrigo Isgró  Argentyna
- World Rugby Women’s Player of the Year: Marlie Packer  Anglia
- World Rugby Women’s Sevens Player of the Year: Tyla Nathan-Wong  Nowa Zelandia
- World Rugby Breakthrough Player of the Year: Mark Telea  Nowa Zelandia
- World Rugby Women’s Breakthrough Player of the Year: Katelyn Vaha'akolo  Nowa Zelandia
- World Rugby Referee Award: David McHugh  Irlandia
- Vernon Pugh Award for Distinguished Service: George Nijaradze  Gruzja
- IRP Men’s Try of the Year: Duhan van der Merwe  Szkocja
- IRP Women’s Try of the Year: Sofia Stefan  Włochy
- IRPA Special Merit Award: John Smit  Południowa Afryka
- Rugby for All Award: SOS Kit Aid
- World Rugby Hall of Fame:
  - The Varsity Match[111]
  - Dan Carter  Nowa Zelandia
  - Thierry Dusautoir  Francja
  - George Smith  Australia
  - Juan Martín Hernández  Argentyna
  - Bryan Habana  Południowa Afryka[112]